# 안비타명
안비타명(安非他命, Amphetamine)은 홍콩에서 제작된 운상 감독의 2010년 드라마 영화이다. 팽관기 등이 주연으로 출연하였고 운상 등이 제작에 참여하였다.

## 출연

### 주연
- 팽관기
- 백재헌

### 조연
- 양민의
- 소매
- 담괵엽

## 제작진
- 프로듀서: 유국창